# Franz Andreß
Franz Andreß (* 23. Februar 1870 in Dobrzan, Österreich-Ungarn; † 1944 in Dobrzan, Reichsgau Sudetenland) war ein sudetendeutscher Lehrer und Heimatforscher.
Er besuchte die Lehrerbildungsanstalt in Prag und wurde Lehrer an den Volksschulen in Ratsch, Prostibor, Nürschan, Tschemin, Piwana und Dobrzan. In Tuschkau wurde er 1923 Fachlehrer und 1924 Direktor der Volks- und Bürgerschule in Kladrau. 1926 ging er im Alter von 56 Jahren in Rente. Er war ferner Kuratoriumsmitglied der Deutschen Gesellschaft für Wissenschaft und Kunst in Brünn.

## Werke (Auswahl)
- Kulturgeschichtliche Skizzen sowie Denkmäler und Sagen aus dem Bezirke Mies, Dobrzan: Selbstverlag, 1913
- Geschichte der Stadt Dobrzan
- Volksaberglaube